# Stortjärnen (Haverö socken, Medelpad, 694164-146032)
Stortjärnen är en sjö i Ånge kommun i Medelpad och ingår i Ljungans huvudavrinningsområde. Sjön har en area på 0,0483 kvadratkilometer och ligger 397,1 meter över havet.

## Delavrinningsområde
Stortjärnen ingår i det delavrinningsområde (694193-146133) som SMHI kallar för Utloppet av Harrsjön. Medelhöjden är 432 meter över havet och ytan är 21,38 kvadratkilometer. Räknas de 8 avrinningsområdena uppströms in blir den ackumulerade arean 41,83 kvadratkilometer. Kvarnån (Harrsjöån) som avvattnar avrinningsområdet har biflödesordning 2, vilket innebär att vattnet flödar genom totalt 2 vattendrag innan det når havet efter 163 kilometer. Avrinningsområdet består mestadels av skog (73 procent). Avrinningsområdet har 2,6 kvadratkilometer vattenytor vilket ger det en sjöprocent på 12,2 procent.